# Theodor Spoerri
Theodor H. Spoerri (* 7. April 1924 in Uster; † 18. November 1973) war ein Schweizer Psychiater.

## Leben
Spoerri studierte Medizin und Psychologie an den Universitäten Zürich, Basel und Tübingen und promovierte 1949 in Medizin und 1950 in Psychologie. Von 1951 bis 1956 war er an der Psychiatrischen Universitätsklinik Waldau tätig, zunächst als Assistent, später als Oberarzt. 1955 wurde er an der Universität Bern habilitiert. 1957/1958 war er Stipendiat des Schweizerischen Nationalfonds. Von 1959 bis 1963 war Spoerri unter Hans Walther-Büel Oberarzt der Psychiatrischen Klinik Münsingen. 1963 folgte er Walther-Büel an die Waldau, wo er 1964 zum ausserordentlichen Professor sowie zum Vizedirektor der Waldau ernannt wurde. 1967 wurde er ordentlicher Professor und Direktor der Psychiatrischen Universitätspoliklinik Bern.
Seine Frau Elka war eine Schweizer Kunsthistorikerin und machte sich vor allem durch ihre Arbeit zu Adolf Wölfli einen Namen.

## Schriften (Auswahl)
- Genie und Krankheit. Eine psychopathologische Untersuchung der Familie Feuerbach (= Bibliotheca psychiatrica et neurologica. Band 92). S. Karger, Basel 1952.
- Georg Trakl: Strukturen in Persönlichkeit und Werk. Eine psychiatrisch-anthropographische Untersuchung. Francke, Bern 1954.
- Konrad Rieger 1855–1939. In: Kurt Kolle (Hrsg.): Große Nervenärzte. 3 Bände. Thieme, Stuttgart 1956–1963, Band 1, S. 236–244.
- Nekrophilie: Strukturanalyse eines Falles (= Bibliotheca psychiatrica et neurologica. Band 105). S. Karger, Basel 1959.
- Kompendium der Psychiatrie: Klinik und Therapie für Studierende und Ärzte. S. Karger, Basel 1961 (mehrfach übersetzt und neu aufgelegt, zuletzt 2002).
- Sprachphänomene und Psychose. S. Karger, Basel 1964.